# Puščavski lak
Puščavski lak ali skalni lak je rjavo-črna prevleka iz železovega ali manganovega oksida na izpostavljenih kamnitih ali skalnih površinah v puščavah in je učinkovita zaščita pred razpadanjem. Puščavski lak je običajno debel okrog en mikrometer in je nanometrsko merilo razslojevanja.  Skalna rja in puščavska patina sta tudi izraza, ki se uporabljata za ta proces, vendar manj pogosta.

## Oblikovanje
Oblike puščavskega laka so le na fizično trdnih kamnitih površinah, kjer niso pogosti padavine, lomljenje ali vetrna abrazija. Lak sestavljajo delci gline z železovim in manganovim oksidom. V sledovih je množica elementov in skoraj vedno nekaj organske snovi. Barva laka niha od odtenkov rjave do črne. 
Predlagano je bilo, da je treba puščavski lak raziskati kot morebitni kandidat za "senčno biosfero" (hipotetično mikrobno biosfero Zemlje, ki uporablja zelo različne biokemijske in molekularne procese, kot je trenutno znano življenje). 

## Sestava
Prvotno so znanstveniki mislili, da je lak narejen iz snovi, sestavine kamnine, ki je prodrla v plašč.  Mikroskopske in mikrokemične ugotovitve pa kažejo, da je velik del laka glina, ki bi jo lahko prinesel veter.  Glina potem deluje kot substrat za lovljenje dodatnih snovi, ki skupaj kemično reagirajo, ko se skala na puščavskem soncu močno segreje. Močenje z roso je pri tem prav tako pomembno.
Pomembna značilnost črnega puščavskega laka je, da ima nenavadno visoko koncentracijo mangana. Mangan je sorazmerno redek v zemeljski skorji, le 0,12 % svoje mase. V črnem puščavskem laku pa je mangan 50- do 60-krat bogatejši. Eden od predlogov za nastajanje puščavskega laka je, da je to posledica oksidacije manganovih mikrobov (miksotrofija), ki je pogosta v okoljih z nizko vsebnostjo organskih hranil. Mikrookolje, v katerem je pH nad 7,5, je neprijazno za koncentracijo manganovih mikrobov. V takih razmerah se razvije oranžen lak z manj mangana (Mn), a je bogat z železom (Fe).  Po drugi hipotezi je nihanje Mn/Fe  oziroma je večja vsebnost Mn in Fe povezana z vlažnim oziroma sušnim podnebjem. 
Kljub temu da ima puščavski lak visoke koncentracije železa in mangana, ga danes ne uporabljajo. Nekatera indijanska ljudstva so ustvarila petroglife s strganjem ali klesanjem temnega laka in s tem poudarila svetlejšo skalno podlago.
Puščavski lak pogosto prikriva identiteto osnovne kamnine. Različne kamnine imajo različne sposobnosti, da prevzamejo in zadržijo lak. Apnenec na primer običajno nima laka, ker je preveč vodotopen in ne zagotavlja stabilne površine za tvorbo laka. Svetleči, gosti in črni laki nastajajo na bazaltu, fini kvarciti in metamorfni skrilavci so sorazmerno visoko odporni proti vremenskim vplivom.